# Canton de Quillebeuf-sur-Seine
Le canton de Quillebeuf-sur-Seine est une ancienne division administrative française située dans le département de l'Eure et la région Haute-Normandie.

## Géographie
Ce canton était organisé autour de Quillebeuf-sur-Seine.
Il s'étendait au sud de la Seine à l'approche de son embouchure.
Il comprenait la région naturelle du Marais Vernier, dessinée par un ancien méandre abandonné par le fleuve, les régions basses de la vallée de la Seine et une portion du plateau du Roumois. Le plateau se termine par le promontoire de la pointe de la Roque dessiné entre le Marais Vernier et la vallée de la Risle qui se jette dans la Seine à cet endroit.
L'altitude variait de 0 m (Aizier, Quillebeuf) à 137 m (Bourneville) pour une moyenne de 75 m.
Le canton disparaît au profit de celui de Bourg-Achard.

## Histoire
- De 1833 à 1848, les cantons de Beuzeville et de Quillebeuf avaient le même conseiller général. Le nombre de conseillers généraux était limité à 30 par département.
- Jusqu'en 1926, le canton de Quillebeuf-sur-Seine faisait partie de l'arrondissement de Pont-Audemer.

## Administration

### Conseillers d'arrondissement (de 1833 à 1940)
Le canton de Quillebeuf-sur-Seine appartenait à l'arrondissement de Pont-Audemer jusqu'à sa disparition en 1926.
| Période                                  | Période      | Identité                     | Étiquette                | Qualité |
| ---------------------------------------- | ------------ | ---------------------------- | ------------------------ | --- |
| 1833                                     | 1836         | Jean Michel Lainey           |                          | Avocat à Pont-Audemer                                                                                       |
| 1836                                     | 1842         | Paul Trouplin (1775-1848)    |                          | Propriétaire cultivateur, maire de Bourneville                                                              |
| 1842                                     | 1848         | Alexandre-Marin Collet       |                          | Juge de paix du canton de Quillebeuf                                                                        |
|                                          |              |                              |                          | |
| 1848                                     |              | M. Tallon                    |                          | |
|                                          |              |                              |                          | |
| 1886                                     | 1910 (décès) | Léon Le Bret père            | Républicain              | Marchand de charbon, maire de Quillebeuf, Président du Conseil d'arrondissement                             |
| 1910                                     | 1919         | Léon Le Bret fils            | Républicain progressiste | Greffier de justice de paix, Quillebeuf                                                                     |
| 1919                                     | 1928         | Pierre-Charles-Émile Fouchet |                          | Maire de Quillebeuf                                                                                         |
| 1928                                     | 1934         | Louis Leloup                 | Union nationale          | Propriétaire à Quillebeuf                                                                                   |
| 1934                                     | 1940         | Fernand Castel               | Union nationale          | Propriétaire à Sainte-Opportune-la-Mare                                                                     |
| 1940                                     |              |                              |                          | Les conseils d'arrondissement ont été suspendus par la loi du 12 octobre 1940 et n'ont jamais été réactivés |
| Les données manquantes sont à compléter. |              |                              |                          | |

### Conseillers généraux de 1833 à 2015
| Période                                  | Période      | Identité                                          | Étiquette                          | Qualité |
| ---------------------------------------- | ------------ | ------------------------------------------------- | ---------------------------------- | --- |
| 1833                                     | 1842         | François Auguste Dumont                           |                                    | Propriétaire, avocat à Pont-Audemer |
| 1842                                     | 1848         | Nicolas-Antoine Brassy (?-1862)                   |                                    | Notaire à Pont-Audemer |
| 1848                                     | 1862 (décès) | Charles Henri Lebœuf d'Osmoy                      |                                    | Propriétaire du château du Plessis Maire de Bouquelon                                                                                     |
| 1862                                     | 1894 (décès) | Charles Lebœuf d'Osmoy (fils du précédent)        | Républicain Conservateur Modéré    | Propriétaire à Bouquelon Député (1876-1885) Sénateur (1885-1894)                                                                          |
| 1895                                     | 1913         | Comte Tanneguy Lebœuf d'Osmoy (fils du précédent) | Républicain Progressiste           | Capitaine de corvette de réserve Conseiller municipal de Bonneville-Aptot Député (1902-1910)                                              |
| 1913                                     | 1925         | M. Harel                                          | Rad.                               | Médecin |
| 1925                                     | 1934 (décès) | Henry Le Mire                                     | URD                                | Industriel à Pont-Audemer Député (1919-1934)                                                                                              |
| 1934                                     | 1940         | Louis Leloup                                      | Alliance démocratique républicaine | Conseiller d'arrondissement, propriétaire à Quillebeuf-sur-Seine                                                                          |
|                                          |              |                                                   |                                    | |
| 1943                                     | 1945         | Fernand Castel                                    | Droite                             | Conseiller d'arrondissement, adjoint au maire de Sainte-Opportune-la-Mare Nommé conseiller départemental en 1943                          |
|                                          |              |                                                   |                                    | |
| 1945                                     | 1951         | Roger Maricot                                     | Rad.                               | Médecin à Pont-Audemer, élu en 1951 dans le canton de Pont-Audemer                                                                        |
| 1951                                     | 1964         | Roland Duval                                      | RPF puis app. UNR                  | Exploitant agricole Maire de Quillebeuf-sur-Seine                                                                                         |
| 1964                                     | 1981 (décès) | Robert Castel (1907-1981)                         | DVD                                | Maire de Sainte-Opportune-la-Mare |
| 1981                                     | 2015         | Ladislas Poniatowski                              | UDF puis UMP                       | Cadre Sénateur depuis 1998 Ancien député (1986-1998) Ancien vice-président du Conseil général Maire de Quillebeuf-sur-Seine jusqu'en 2014 |
| Les données manquantes sont à compléter. |              |                                                   |                                    | |

## Composition
Le canton de Quillebeuf-sur-Seine regroupait quatorze communes et comptait 5 248 habitants (recensement de 1999 sans doubles comptes).
| Nom                              | Code Insee | Intercommunalité                  | Superficie (km2) | Population (dernière pop. légale) | Densité (hab./km2) |
| -------------------------------- | ---------- | --------------------------------- | ---------------- | --------------------------------- | ------------------ |
| Quillebeuf-sur-Seine (chef-lieu) | 27485      | CC de Pont-Audemer / Val de Risle | 10,11            | 941 (2014)                        | 93                 |
| Aizier                           | 27006      | CC Roumois Seine                  | 2,36             | 132 (2014)                        | 56                 |
| Bouquelon                        | 27101      | CC de Pont-Audemer / Val de Risle | 11,71            | 443 (2014)                        | 38                 |
| Bourneville                      | 27107      | CC de Quillebeuf sur Seine        | 11,01            | 975 (2013)                        | 89                 |
| Marais-Vernier                   | 27388      | CC de Pont-Audemer / Val de Risle | 24,98            | 504 (2014)                        | 20                 |
| Saint-Aubin-sur-Quillebeuf       | 27518      | CC Roumois Seine                  | 12,39            | 669 (2014)                        | 54                 |
| Sainte-Croix-sur-Aizier          | 27526      | CC de Quillebeuf sur Seine        | 4,82             | 271 (2013)                        | 56                 |
| Sainte-Opportune-la-Mare         | 27577      | CC Roumois Seine                  | 10,89            | 443 (2014)                        | 41                 |
| Saint-Ouen-des-Champs            | 27581      | CC Roumois Seine                  | 6,11             | 317 (2014)                        | 52                 |
| Saint-Samson-de-la-Roque         | 27601      | CC de Pont-Audemer / Val de Risle | 15,69            | 412 (2014)                        | 26                 |
| Saint-Thurien                    | 27607      | CC Roumois Seine                  | 5,27             | 235 (2014)                        | 45                 |
| Tocqueville                      | 27645      | CC Roumois Seine                  | 2,48             | 148 (2014)                        | 60                 |
| Trouville-la-Haule               | 27665      | CC Roumois Seine                  | 12,25            | 775 (2014)                        | 63                 |
| Vieux-Port                       | 27686      | CC Roumois Seine                  | 0,57             | 48 (2014)                         | 84                 |

## Démographie
| 1962  | 1968  | 1975  | 1982  | 1990  | 1999  | 2006  | 2011  | 2012  |
| ----- | ----- | ----- | ----- | ----- | ----- | ----- | ----- | ----- |
| 4 647 | 4 716 | 4 970 | 4 981 | 5 210 | 5 248 | 5 784 | 6 175 | 6 228 |